# Tom Gralish
Tom Gralish (asi 1957, Mount Clemens, Michigan) je americký fotograf oceněný Pulitzerovou cenou. Před příchodem do deníku Philadelphia Inquirer v roce 1983 pracoval pro United Press International a dnes již neexistující Las Vegas Valley Times jako fotograf a editor fotografií. Dne 7. dubna 1985 pořídil v ulicích Filadelfie sérii fotografií bezdomovců. Tato série získala Pulitzerovu cenu v roce 1986, kdy bylo Gralishovi 29 let.